# Nikolaus Pevsner
Sir Nikolaus Bernhard Leon Pevsner, CBE, FBA (geboren 30. Januar 1902 in Leipzig; gestorben 18. August 1983 in London; Pseudonym Peter F. R. Donner) war ein deutsch-britischer Kunsthistoriker, der sich besonders der Architekturgeschichte widmete und aus Hitler-Deutschland emigrierte.

## Leben
Nikolaus Pevsner wurde als Sohn des russisch-jüdischen Einwanderers und Pelzkaufmanns Hugo Pevsner und seiner Frau Anna in Leipzig geboren, sein Vater starb 1940, seine Mutter verübte 1941 angesichts der drohenden Deportation in ein Vernichtungslager Suizid. Er wuchs in großbürgerlichen Verhältnissen auf, die Familie bewohnte im Musikviertel in Leipzig eine 27-Zimmer-Wohnung. Nach dem Abitur an der Thomasschule zu Leipzig 1921 studierte er Kunstgeschichte bei Heinrich Wölfflin an der Universität München, bei Adolph Goldschmidt an der Friedrich-Wilhelms-Universität Berlin und bei Rudolf Kautzsch an der Universität Frankfurt a. M. und wurde 1924 bei Wilhelm Pinder an der Universität Leipzig mit der Dissertation über die Leipziger Barock-Architektur zum Dr. phil. promoviert. 1940 widmete er seinem Doktorvater und Freund sein Buch über Kunstakademien.

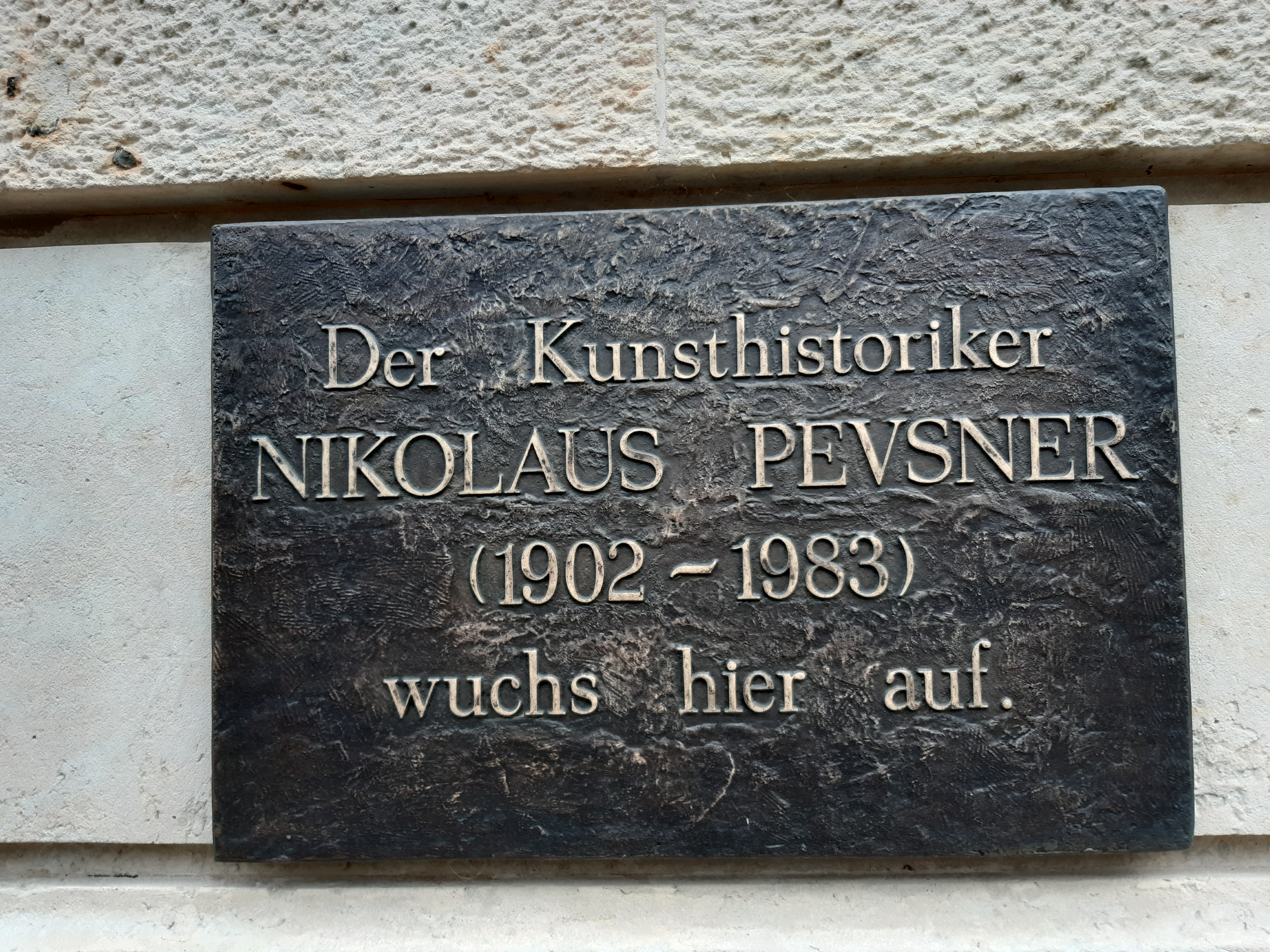
Gedenktafel am Haus Schwägrichenstr. 11, Leipzig

An das Studium anschließend arbeitete er von 1924 bis 1928 als Assistent an der Dresdner Gemäldegalerie und im Kupferstichkabinett Dresden. Danach habilitierte er sich bei Georg Vitzthum von Eckstädt zum Thema „Die italienische Malerei vom Ende der Renaissance bis zum ausgehenden Rokoko“. Er lehrte von 1929 bis 1933 mit Wolfgang Stechow als Privatdozent Kunst- und Architekturgeschichte an der Universität Göttingen. Nach der Machtergreifung der Nationalsozialisten in Deutschland 1933 emigrierte Pevsner 1934 nach England. Seine erste Anstellung dort war ein 18-monatiges Fellowship an der Universität Birmingham. Im Anschluss war er als Einkäufer und Berater für die Möbel- und Kunstgewerbefirma Gordon Russell tätig. 1939 wurde er als Deutschstämmiger im Internierungslager für Zivilisten Huyton untergebracht. Von 1943 bis 1946 arbeitete er neben Hubert de Cronin Hastings als Mitherausgeber der Architectural Review in London. 1946 erwarb er die britische Staatsbürgerschaft. Pevsner war von 1959 bis 1969 Professor am Birkbeck College der University of London. Von 1949 bis 1955 wirkte er auf der „Slade Professorship of Fine Art“ der University of Cambridge und von 1968 bis 1969 an der University of Oxford. Außerdem war er von 1950 bis 1955 Fellow des St John’s College in Cambridge und 1955 Reith Lecturer der BBC.

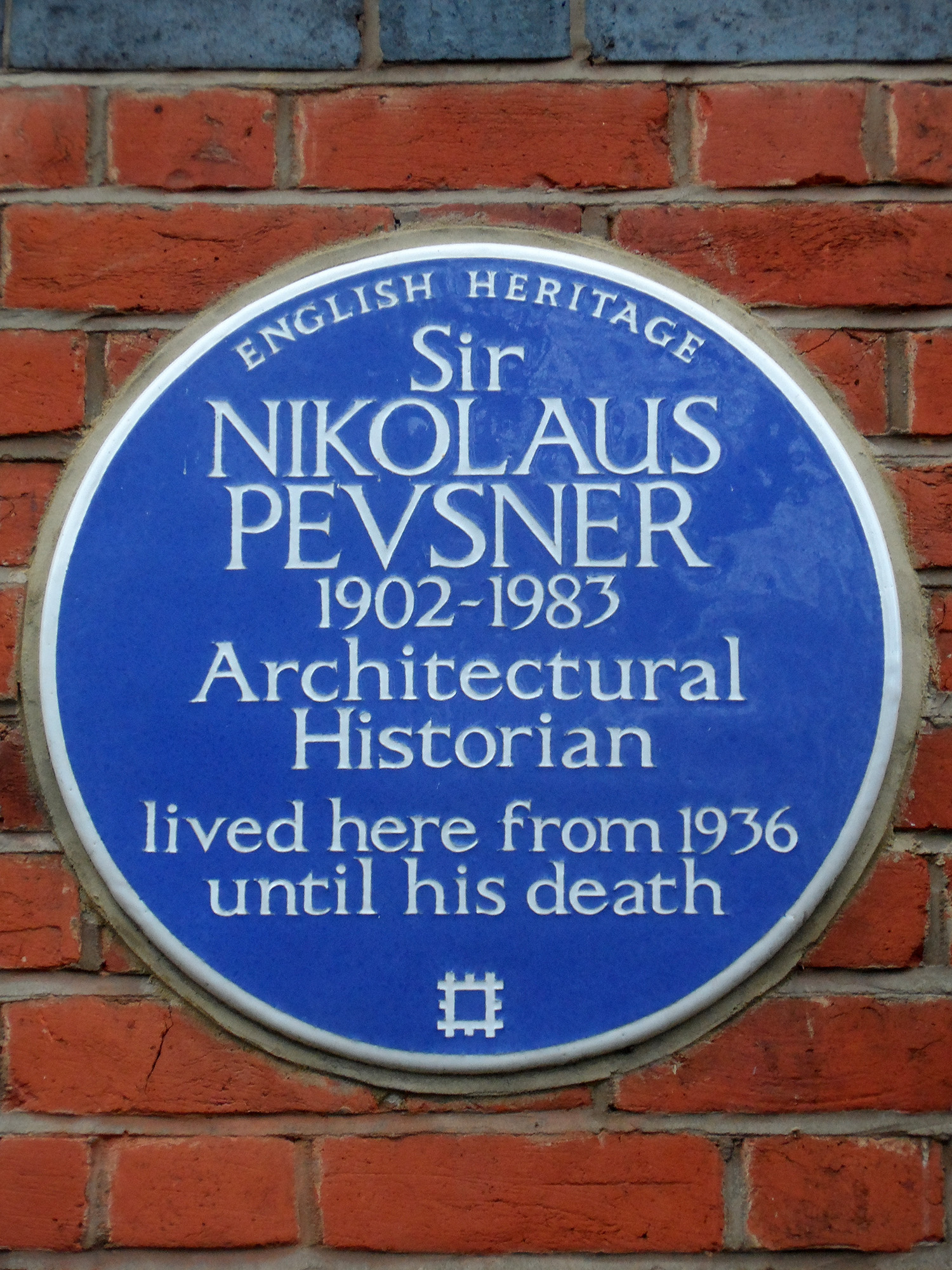
„Blue plaque“ in Hampstead

Seine Erhebung in den britischen Adelsstand 1969 ist als bemerkenswert zu betrachten, da an eingewanderten Kunsthistorikern sonst nur Ernst Gombrich diese Ehre zuteilwurde. Darüber hinaus war er Ehrendoktor der University of Leicester, der University of York, der University of Leeds, der University of Oxford, der Universität Zagreb und der University of Edinburgh.
Weltbekannt wurde Pevsner durch sein 46-bändiges Werk The Buildings of England (von 1951 mit Cornwall bis 1974 mit Staffordshire) beim Penguin-Verlag von Allen Lane, erweitert weitergeführt als Pevsner Architectural Guides, jetzt bei Yale University Press. Mehrere dieser Bände wurden auch erneut in durchgesehener und veränderter Form aufgelegt. Ab 1953 gab er die Reihe Pelican History of Art heraus. Diese Handbücher wurden durch ähnliche Reihen von Georg Dehio (Handbuch der deutschen Kunstdenkmäler) und Fritz Burger (Handbuch der Kunstwissenschaft) in Deutschland inspiriert. Pevsner schrieb zahlreiche Studien zur Kunst- und besonders zur Architekturgeschichte, die zu den Klassikern des Faches gerechnet werden. 1941 übernahm er nach der bei einem deutschen Bombenangriff auf London umgekommenen Elizabeth Senior die Herausgeberschaft der von 1939 bis 1959 geführten Reihe King Penguin Books.
Pevsner hat sich um die Rettung der Viktorianischen Architektur verdient gemacht und trug zur Wiederentdeckung des vergessenen Designers Christopher Dresser bei, der wegweisend für den Jugendstil und den Funktionalismus war.
Er war seit 1923 mit Karola „Lola“ Kurlbaum verheiratet, Tochter des Rechtsanwalts beim Reichsgericht Alfred Kurlbaum und dessen Ehefrau Paula, eine Schwester von Max Neisser. Das Ehepaar Pevsner hatte drei Kinder: Helga verheiratete Hodgson, Thomas (Tom) und Dietrich (Dieter). Pevsner verstarb 1983 im Londoner Stadtteil Hampstead. Er ist auf dem Friedhof der St Peter Church in Clyffe Pypard, Wiltshire beigesetzt.

## Auszeichnungen
- 1950: Mitglied des Royal Institute of British Architects
- 1950: Mitglied der Society of Antiquaries of London
- 1953: Mitglied der Accademia di belle arti di Venezia
- 1953: Commander of the Order of the British Empire
- 1962: Mitglied der American Academy of Arts and Sciences
- 1963: Howland-Preis der Yale University
- 1965: Mitglied der British Academy
- 1967: Royal Gold Medal des Royal Institute of British Architects
- 1967: Großes Bundesverdienstkreuz
- 1969: Ritterschlag zum Knight Bachelor
- 1969: Korrespondierendes Mitglied der Göttinger Akademie der Wissenschaften[2]
- 1974: Thomas Jefferson Medal der University of Virginia
- 1975: Albert Medal der Royal Society of Arts
- 1976: Wolfson History Prize der Wolfson Foundation
- 1980: Deutscher Preis für Denkmalschutz: Karl-Friedrich-Schinkel-Ring

## Darstellung Pevsners in der bildenden Kunst
- Bernhard Kretzschmar: Dr. Nikolaus Pevsner und Frau (Radierung, Plattengröße: 29,4 × 26 cm, 1928)[3]

## Veröffentlichungen (Auswahl)
- Leipziger Barock. Die Baukunst der Barockzeit in Leipzig. Jess, Dresden 1928 (Unveränderter Nachdruck. Mit einem Nachwort von Ernst Ullmann. Seemann, Leipzig 1990, ISBN 3-363-00457-5).
- Barockmalerei in den romanischen Ländern (= Handbuch der Kunstwissenschaft). Band 1: Die italienische Malerei vom Ende der Renaissance bis zum ausgehenden Rokoko. Athenaion, Potsdam 1928.
- Academies of Art. Past and Present. Cambridge University Press, Cambridge 1940 (In deutscher Sprache: Die Geschichte der Kunstakademien. Aus dem Englischen von Roland Floerke. Mäander, München 1986, ISBN 3-88219-285-2).
- An Outline of European Architecture (= Pelican Books A 109). Penguin Books, Harmondsworth 1942 (In deutscher Sprache: Europäische Architektur. Von den Anfängen bis zur Gegenwart. Mit einem Beitrag zur Architektur seit 1960 von Winfried Nerdinger. 8., erweiterte und neugestaltete Ausgabe. Prestel, München u. a. 1997, ISBN 3-7913-1376-2).
- Visual Pleasures from Everyday Things. An attempt to establish criteria by which the aesthetic qualities of design can be judged. Council for Visual Education (C.V.E.), London 1946.[4]
- Pioneers of Modern Design. From William Morris to Walter Gropius. Museum of Modern Art, New York NY 1949 (In deutscher Sprache: Wegbereiter moderner Formgebung. Von Morris bis Gropius. Mit einem Nachwort von Wolfgang Pehnt. DuMont, Köln 2002, ISBN 3-8321-7234-3).
- als Herausgeber: The Buildings of England. 46 Bände. Penguin Books, Harmondsworth 1951–1974.
- The Englishness of English Art. An expanded and annotated Version of the Reith Lectures Broadcast in October and November 1955. Architectural Press, London 1956 (In deutscher Sprache: Das Englische in der englischen Kunst. Prestel, München 1974, ISBN 3-7913-0057-1).
- The Sources of Modern Architecture and Design. Praeger, New York NY 1968 (In deutscher Sprache: Der Beginn der modernen Architektur und des Design. Neuauflage. DuMont, Köln 1978, ISBN 3-7701-0540-0).
- Some Architectural Writers of the Nineteenth Century. Clarendon Press, Oxford 1972, ISBN 0-19-817315-6.
- A History of Building Types (= A. W. Mellon Lectures in the Fine Arts 19 = Bollingen Series 35, 19). Princeton University Press, Princeton NJ 1976, ISBN 0-691-01829-4 (In deutscher Sprache: Funktion und Form. Die Geschichte der Bauwerke des Westens. Mit einem Nachwort von Karen Michels. Rogner & Bernhard bei Zweitausendeins, Hamburg 1998, ISBN 3-8077-0189-3).
- mit John Fleming und Hugh Honour: The Penguin Dictionary of Architecture. Penguin Books, Harmondsworth u. a. 1966 (In deutscher Sprache: Lexikon der Weltarchitektur (= Digitale Bibliothek. Bd. 37). Elektronische Ausgabe der 3., aktualisierten und erweiterten Auflage 1999. Directmedia, Berlin 2004, ISBN 3-89853-437-5).
- Visual Planning and the Picturesque. Edited by Mathew Aitchison. Getty Research Institute, Los Angeles CA 2010, ISBN 978-1-60606-001-8.
- Europäische Architektur von den Anfängen zur Gegenwart. Prestel-Verlag München, überarbeitete Neuausgabe 2008, ISBN  978-3-791339276.